# 置き手紙
「置き手紙」（おきてがみ）は、堀内孝雄の54枚目のシングル、および藤本美貴の6枚目のシングル。
2008年4月23日にアップフロントワークス（Rice Musicレーベル）からこの2つのバージョンが同時発売された。

## 内容
- 藤本にとっては5年2ヶ月ぶりとなるソロ曲。モーニング娘。脱退後の復帰第1弾シングル。
- 作曲は2007年、「吾亦紅」（われもこう）がヒットした杉本真人。
- カップリング曲はそれぞれ異なる。

## 収録曲（堀内孝雄）
両曲作詞：いではく 作曲：杉本真人 編曲：ユ・ヘジュン
1. 置き手紙
2. 再愛
3. 置き手紙（オリジナル・カラオケ）
4. 置き手紙（女性キー・カラオケ）
5. 再愛（オリジナル・カラオケ）

## 収録曲（藤本美貴）
編曲：ユ・ヘジュン
1. 置き手紙
作詞：いではく 作曲：杉本真人
2. 遠い恋人
作詞：もりちよこ 作曲：ユ・ヘジュン
3. 置き手紙（オリジナル・カラオケ）
4. 置き手紙（男性キー・カラオケ）
5. 遠い恋人（オリジナル・カラオケ）